# Mau Penisula
Maukope „Mau“ Penisula (* 15. Mai 1979 auf den Marshallinseln) ist ein tuvaluischer Fußballspieler. Er spielt auf der Position des Abwehrspielers und war zudem Kapitän der tuvaluischen Fußball- und Futsalauswahl. Er ist mit 14 Einsätzen Rekordnationalspieler der tuvaluische Fußballauswahl.

## Karriere

### Verein
Mau spielte von 1999 bis 2011 bei Tofaga A und gewann 8 Titel mit diesem Team. Im Jahre 2012 wechselte er zu All Whites FC, einem Fußballclub aus Fidschi, 2013 zum Addisbrough FC. 2020 schloss er sich im Alter von 41 Jahren dem fidschianischen Verein Nasinu FC an.

### International
Mau gab sein Debüt für Tuvalu im Spiel gegen Kiribati bei den Südpazifikspielen 2003. Er spielte alle vier Spiele bei diesem Turnier. 2007 war Mau auch wieder bei den Südpazifikspielen dabei. 2011 war er unter Foppe de Haan bei den Pazifikspielen Kapitän und wurde in allen 5 Begegnungen eingesetzt. Das Team belegte den vierten Platz in der Gruppe A.
Mau war zweimal bei den OFC Futsal Championship dabei. Er unterstützte dabei sein Land in 12 Spielen, die alle verloren gingen.

## Erfolge
- NBT Cup (4): 2006, 2007, 2008, 2011
- Independence Cup (2): 2006, 2010
- Christmas Cup (1): 2010
- Tuvaluspielen (1): 2010